# Niwa (Mazovie)
Pour les articles homonymes, voir Niwa.
Niwa (prononciation : [ˈɲiva]) est un village polonais de la gmina de Dzierzążnia dans le powiat de Płońsk de la voïvodie de Mazovie dans le centre-est de la Pologne.

## Histoire
De 1975 à 1998, le village appartenait administrativement à la voïvodie de Ciechanów.